# Axl Ríos
Axl Franchesco Antoninno Ríos Urrejola (* 11. Juli 1999 in Talagante) ist ein chilenischer Fußballspieler, der hauptsächlich im defensiven Mittelfeld eingesetzt wird.

## Karriere
Axl Ríos debütierte beim CD Cobreloa im Juli 2017 im Pokalspiel gegen Deportes Antofagasta. In der Saison 2017 absolvierte er allerdings nur ein Spiel in der Primera B. Doch schon im Folgejahr eroberte sich Ríos einen Stammplatz im defensiven Mittelfeld von Cobreloa. Im Januar 2023 gab Ríos seinen Wechsel zu Deportes Copiapó in die Primera División bekannt. Dabei gab es viel Kritik für den 1,81 m großen Mittelfeldspieler, weil er mit seinem bisherigen Klub Cobreloa noch im Play-off-Finale gegen seinen neuen Copiapó um den Aufstieg gespielt hatte und bei der 0:5-Pleite im Hinspiel bereits nach rund 20 Spielminuten vom Platz gestellt wurde. Seit Januar 2024 spielt Ríos für Everton.